# المسرح الوطني الفنلندي

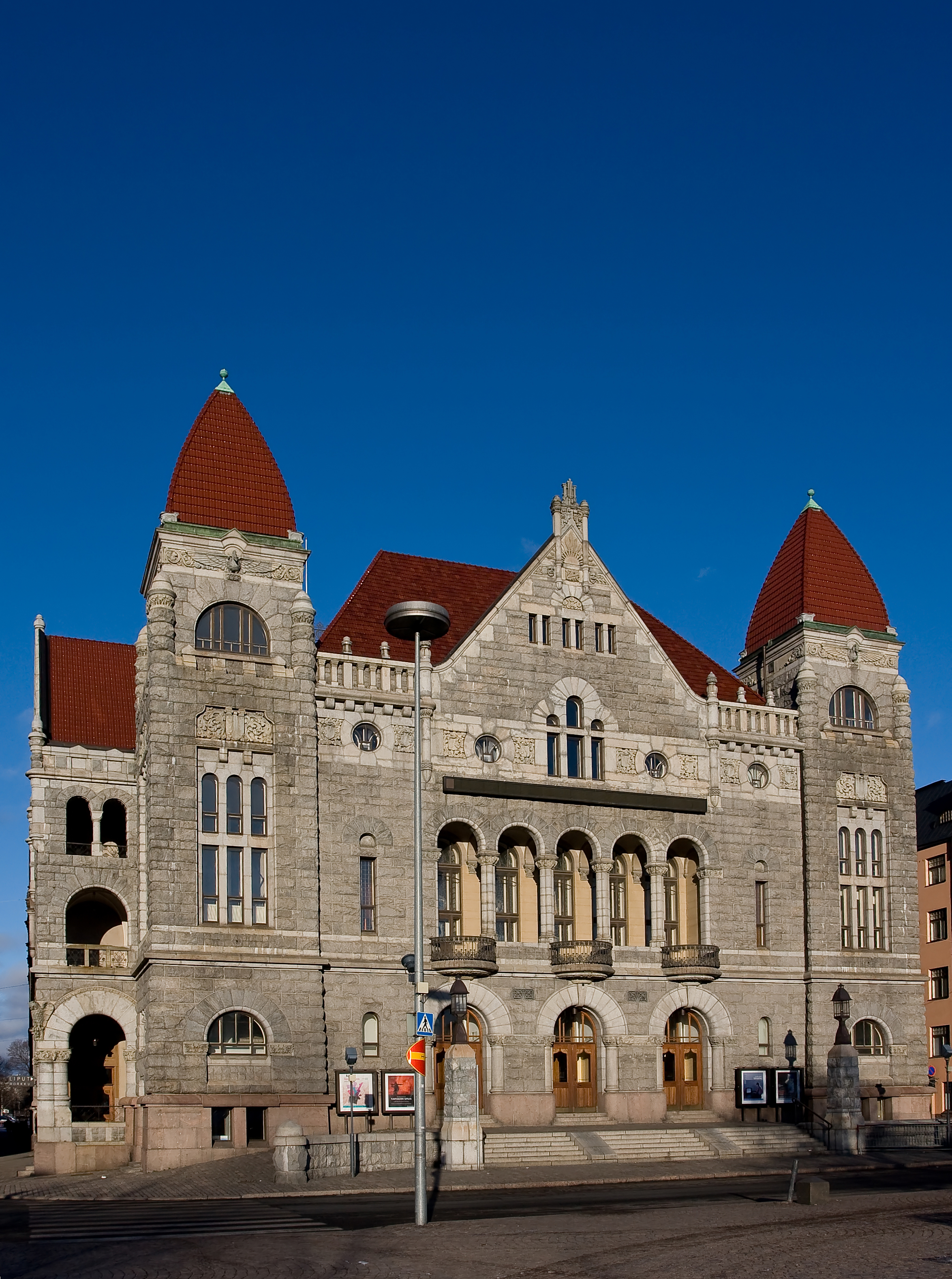
المسرح الوطني الفنلندي.

المسرح الوطني الفنلندي (بالفنلندية: Suomen Kansallisteatteri) ، تأسس في 1872 في مدينة بوري ، ويقع في مركز هلسنكي على الجانب الشمالي من ساحة محطة قطارات هلسنكي.
و هو أقدم مسرح في العالم يـؤدى فيه باللغة الفنلندية. كان يعرف باسم المسرح الفنلندي حتى عام 1902 عندما أعيدت تسميته إلى المسرح الوطني الفنلندي.
وقد تم الانتهاء من المبنى المستضيف اليوم اليوم للمسرح الوطني الفنلندية في عام 1902 وصممه أوني تارياني بأسلوب يوغند، المستوحى من القومية الرومانسية.
وكثيرا ما يرتبط المسرح مع تمثال كاتب الوطنية الرومانسية الفنلندية ألكسس كيفي الواقع أمامه.

## وصلات خارجية
- موقع المسرح الوطني الفنلندي (بالفنلندية)